# Atzenberg (Bad Schussenried)
Atzenberg ist ein Stadtteil von Bad Schussenried im Landkreis Biberach in Oberschwaben.
Der Weiler liegt circa drei Kilometer südwestlich von Bad Schussenried.

## Geschichte
Atzenberg wird 1281 erstmals erwähnt. Der Ort war im Besitz des Klosters Schussenried.
Im Zuge der Gebietsreform in Baden-Württemberg wurde am 1. Januar 1972 die Gemeinde Otterswang mit Atzenberg in die Stadt Bad Schussenried eingegliedert.